# Interporto FC
Der Interporto Futebol Clube, in der Regel nur kurz Interporto genannt, ist ein Fußballverein aus Porto Nacional im brasilianischen Bundesstaat Tocantins.
Aktuell spielt der Verein in der Staatsmeisterschaft von Tocantins.

## Erfolge
- Staatsmeisterschaft von Tocantins: 1999, 2013, 2014, 2017
- Staatspokal von Tocantins: 1998

## Stadion
Der Verein trägt seine Heimspiele im Estádio General Sampaio in Porto Nacional aus. Das Stadion hat ein Fassungsvermögen von 2000 Personen.

## Trainerchronik
Stand: 14. Juli 2021 (Lückenhaft)
| Trainer      | Nation    | von         | bis         |
| ------------ | --------- | ----------- | ----------- |
| Carlos Magno | Brasilien | Juli 2014   | März 2015   |
| Carlos Magno | Brasilien | Januar 2016 | Januar 2018 |
| Carlos Magno | Brasilien | Mai 2019    | heute       |